# 太陽系外惑星の発見方法

2020年までの各年に発見された太陽系外惑星の発見方法の内訳
タイミング法（TTV法やパルサータイミング法など）
ドップラー分光法
トランジット法
重力マイクロレンズ法
直接撮像法

本項では太陽系外惑星の発見方法（たいようけいがいわくせいのはっけんほうほう）について述べる。
惑星は自ら光る恒星と比べて、非常にかすかな光を反射しているに過ぎないため外部から見ると非常に発見しにくい天体である。例えば、太陽のような恒星は、惑星が反射する光の約10億倍の明るさを持つ。そのようなわずかな光を検出するという本質的な難しさに加え、恒星の光が惑星からの光をかき消してしまう場合もある。
こうした理由から、2014年4月までに発見された太陽系外惑星のほとんどは直接観測されていない。
太陽系外惑星の発見方法には惑星を直接観測することで発見する直接法（英語: Direct method）と、惑星が恒星に及ぼす影響などから間接的に惑星を発見する間接法（英語: Indirect method）とに分けられる。
現在の観測技術で太陽系外惑星を直接観測することは困難であり、2020年時点で存在が知られている太陽系外惑星の大部分は間接法によって発見されている。

## 確立された観測方法
以下に、これまでに1例でも太陽系外惑星を発見・検出できたことのある観測方法について記述する。

### ドップラー分光法
ドップラー分光法（英語: Doppler spectroscopy）、惑星の重力で主星がわずかに移動する様子を捉えることで惑星を発見する手法である。視線速度法（英語: Radial velocity）やドップラー法、ドップラー偏移法、ドップラーシフト法とも呼ばれる。一見すると恒星は動いていないように見えるが、周囲を公転する天体が存在している場合、その重力の影響を受けてわずかにふらついて揺れ動いている。この小さな揺れで生じるドップラー効果によって主星から届くスペクトル線の変化（ドップラー偏移）から、周囲を公転する惑星の存在を観測する事が出来る。

惑星の重力で恒星が揺れ動く様子を誇張して描いたアニメーション動画

惑星の重力による恒星の揺れの振幅 {\displaystyle K} は、恒星の質量 {\displaystyle M_{*}}、惑星の質量 {\displaystyle M_{p}}、惑星の公転周期 {\displaystyle P}、惑星の軌道離心率 {\displaystyle e}、惑星の軌道傾斜角 {\displaystyle i}、万有引力定数 {\displaystyle G} を用いて以下のように表される。恒星の質量がこれとは別の独立した手法で求められている場合、恒星の視線速度の変化を表した視線速度曲線から振幅、公転周期、軌道離心率を求めることができ、これらを式に代入すると惑星の質量を求めることができる。この式を見ると、主星に近く質量が大きい惑星ほど振幅が大きくなることがわかる。そのため、ドップラー分光法ではホット・ジュピターのような恒星に非常に近い距離を公転する巨大ガス惑星が発見されやすい傾向にある。
{\displaystyle K=\left({\frac {2\pi G}{P}}\right)^{\frac {1}{3}}{\frac {1}{\sqrt {1-e^{2}}}}{\frac {M_{p}\sin i}{(M_{*}+M_{p})^{\frac {2}{3}}}}}
主星の揺れの振幅は、例えば、木星が太陽にもたらす揺れの振幅は 12.4 m/s なのに対して、地球の場合だとわずか 10 cm/s しかない。しかし、1 m/s ほどの速度で恒星が揺れているならその揺れを分光器で捉えることが可能で、現時点ではそのような高性能な分光器としてチリ、ラ・シヤ天文台にある口径3.6メートルの高精度視線速度系外惑星探査装置（HARPS）やW・M・ケック天文台のHIRESなどがある。現在主に使われているドップラー偏移の観測法は、EDI（Externally Dispersed Interferometer）とよばれる方法である。EDIとは、モアレ（干渉縞）を使用することで精度の低いスペクトルであってもドップラー偏移を観測する方法であり、通常のスペクトルの偏移を確認するよりも簡単にさらに安価に行うことができる。
2012年頃までは太陽系外惑星の発見に最も使用された発見方法であった。ドップラー分光法は恒星との距離には依存しないが、高精度の識別には高いSN比を要する。そのため、ドップラー分光法は地球から約160光年以内にある比較的近い恒星がよく対象にされるが、木星質量を越える惑星ならば地球から数千光年離れていても検出することは可能である。1つの望遠鏡で複数の恒星を同時に観測する事は出来ない。現在の分光器では主星から約10 au離れた惑星も捉えられるが、発見までには長い時間がかかる。現在の観測技術で地球質量程度の惑星が検出できるのは、主星が低質量であって軌道が主星に近い場合で、例えばプロキシマ・ケンタウリbなどに限られる。
ドップラー分光法は質量が小さい恒星の周りを公転する惑星も検出しやすい傾向がある。それには2つの理由があり、1つ目は低質量の方が相対的に惑星の重力の影響を大きく受けやすい事と（上記の式でも、恒星の質量が小さいと振幅が大きくなることがわかる）、2つ目は低質量の主系列星は自転周期が遅い事にある。自転が速いと、観測者から見て恒星面の半分がすばやく遠ざかり、一方でもう半分も急激に近づくため、スペクトル線が不明瞭になってしまう。そのため、ドップラー分光法による惑星探索がよく行われるのは、太陽のようなG型星を含む晩期K型星から早期F型星までで、自転が速い傾向にある晩期F型星、A型星やB型星ではドップラー分光法による惑星探索はあまり行われていない。一方で、主系列星の段階を離れて準巨星や巨星、レッドクランプの段階へ進化すると、外層の膨張により表面温度が低下してスペクトル線が多くみられるようになるのに加えて自転も遅くなるため、質量の重い恒星であってもドップラー分光法による惑星の検出が容易になる。
複数惑星系（多重惑星系）や多重連星系でドップラー分光法による観測を行うと誤った信号が生成される事があり、磁場や太陽フレアのような激しい恒星活動によっても誤った信号が生成される事もある。誤った信号が正確な観測記録として残され、後にこれが誤りと判明し発見自体が撤回される事もある。実際に2010年にドップラー分光法で発見された、グリーゼ581gは地球に非常に似た惑星として注目を集めたが、後にこれが誤った観測結果であることが判明し、発見は撤回されている。
地球から見た観測者に対して大きい軌道傾斜角を持つ惑星は目に見える揺れが小さくなるため、検出がより困難になる。ドップラー分光法の主な短所として、上記の式の通り惑星の真の質量は惑星の軌道傾斜角 {\displaystyle i}に依存するため、軌道傾斜角が分からなければ惑星の質量は下限質量 ({\displaystyle M_{\text{true}}\,{\sin i}\,}) しか得られないというものがある。ただし、惑星系内に比較的接近した軌道を描く十分な質量を持つ複数の惑星がある場合、軌道安定性の分析により、これらの惑星の上限質量を制限することができる。 惑星の真の質量を求めるには、下記のトランジット法やアストロメトリ法で観測で求められた軌道傾斜角の値を組み合わせる必要がある。
基本的に、ドップラー分光法で発見された惑星の物理的特徴は下限質量しか得られないが、惑星のスペクトル線が得られている場合は、恒星の揺れている速度と距離とを組み合わせる事に成功すると軌道傾斜角を求める事ができ、惑星の真の質量を導く事が出来る。また、この場合だと、信号が誤検知である可能性が除外され、さらに惑星の構成に関する情報ももたらされる。しかしこの場合、惑星が比較的明るい恒星の周りを公転し、惑星が大量の光を反射または放出する場合にのみ、このような検出が可能であるという問題がある。

### トランジット法

惑星が恒星の手前を通過すると恒星の明るさがわずかに暗くなる。トランジット法はその周期的な明るさの変化を捉える観測方法である。

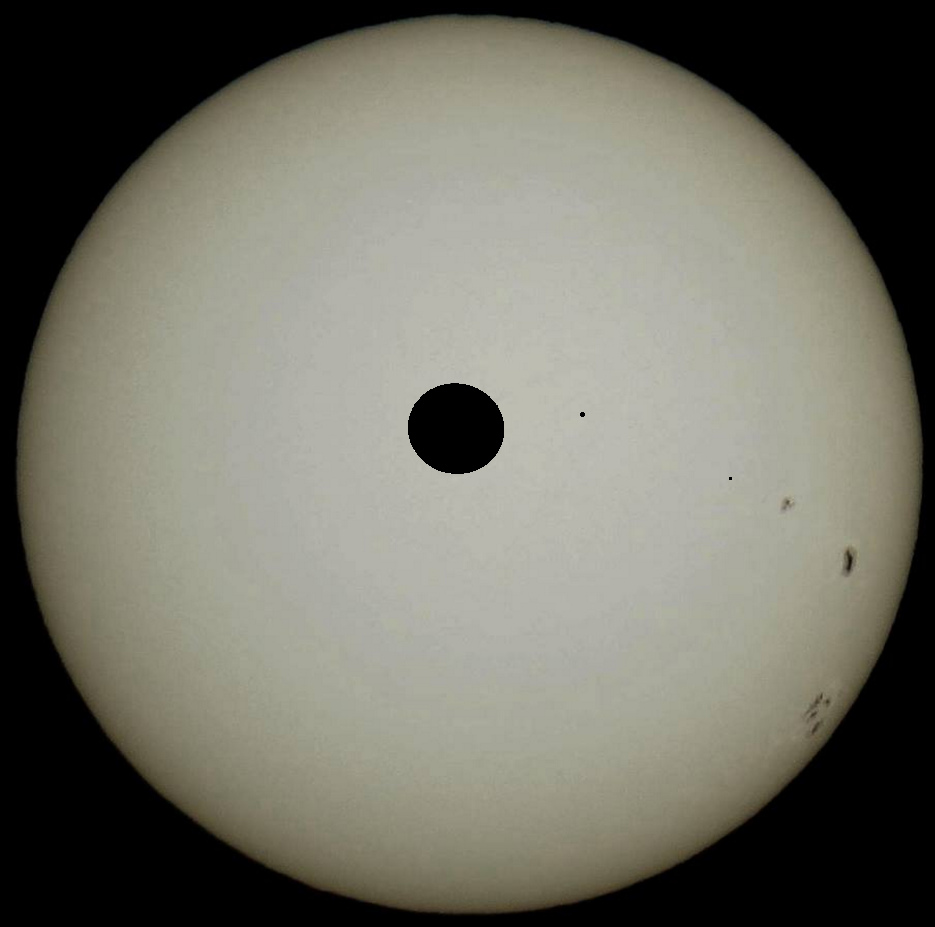
外部から見たトランジットを起こしている木星とガリレオ衛星のイメージ画像

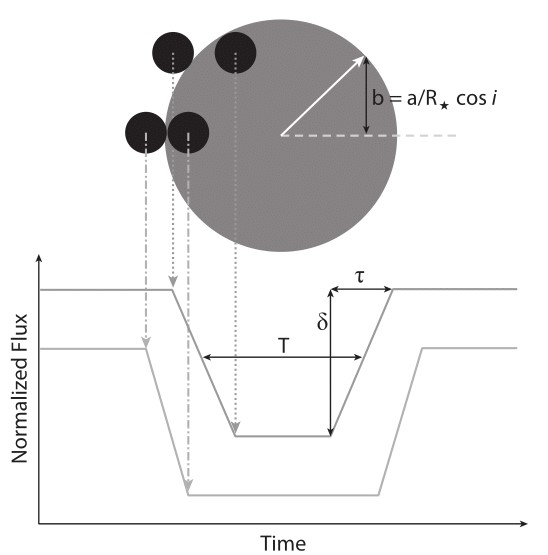
トランジット惑星がトランジットを起こした際の恒星の理論的な光度曲線。この画像は、惑星がトランジットを起こす場所に応じたトランジットによる恒星の減光度（δ）、トランジットの継続時間（T）、恒星面との接触開始から終了にかかる時間（τ）を表す。図中の b は「衝突係数（impact parameter）」と呼ばれ、惑星が恒星面の中心を通る線からどれだけ離れたところを通過したかを示している。

トランジット法（英語: Transit method、Transit photometry）または食検出法は、周囲を公転する惑星が周期的に主星の手前を通過する（トランジットを起こす）ことにより生じる、主星の明るさの周期的な光度変化から惑星を発見する観測方法である。地球から見てトランジットを起こす惑星はトランジット惑星（英語: Transiting planet）と呼ばれる。惑星の通過によって恒星が暗くなる割合は惑星の大きさに依存し、恒星の周縁減光を考慮しない場合、減光率 {\displaystyle \delta } は恒星の半径 {\displaystyle R_{*}} と惑星の半径 {\displaystyle R_{p}} を用いて以下のように表される。この式に基づくと、木星が太陽の手前を通過した際の減光率は約1%、地球の場合だとわずか約0.0084%しかないことになる。
{\displaystyle \delta =\left({\frac {R_{p}}{R_{*}}}\right)^{2}}
理論的なトランジット惑星を持つ恒星の光度曲線モデルからは、トランジットによる減光度（δ）、トランジットの継続時間（T）、恒星面との接触開始から終了にかかる時間（τ）、そして惑星の公転周期（P）を求めることができる。ただしこれらの観測はいくつかの仮定に基づいており、惑星と恒星は球形、恒星面全体の明るさは均一、惑星の軌道は円形（軌道離心率が0）と仮定される。恒星面においてトランジット惑星が通過する相対位置に応じて、観測される光度曲線の物理的パラメーターが変化する。減光度（δ）は、惑星の通過中に主星の光度がどれほど減少したかを表したもので、恒星と惑星の半径比を示している。例えば、太陽規模の恒星の手前を通過する惑星の場合、半径が大きい惑星だと減光度が大きくなり、半径が小さい惑星だと減光率は小さくなる。トランジットの継続時間（T）は、惑星が恒星面を通過し終わるまでに要する時間で、惑星が軌道上を移動する速度に応じて変化する。恒星面との接触開始から終了にかかる時間（τ）は、惑星が恒星面と接触を始めて終わるまでの時間を表す（日食における第一接触と第二接触の間、第三接触と第四接触の間の時間と同義）。惑星が恒星面の中心を通るとき、惑星が接触を終えるのにかかる時間は最短となり、中心から離れたところを通過するほどこの時間は長くなる。これらの直接的に観測可能なパラメーターから、その他のいくつかの物理的パラメーター（惑星の軌道長半径・半径・軌道離心率・軌道傾斜角、主星の質量・半径）を計算で決定できる。また、ドップラー分光法やトランジットタイミング変化法での観測と組み合わせると惑星の質量を求めることもでき、質量と半径が分かれば惑星の密度も判明する。この密度の値から、惑星がどのような組成で構成されているかを推測することも可能となる。双方の方法で観測された惑星は、多くの既知の系外惑星の中でもよく特徴付けられている。
ただし、トランジット法には2つの大きな短所がある。1つ目は、そもそもトランジット法で惑星を検出するには観測者から見て惑星が恒星面を通過するような軌道を持っている必要があるという点である。惑星の軌道面が恒星面上を直接通る確率は、恒星の半径と惑星の軌道長半径の比率の近似で表される（小さな恒星では、惑星の半径も重要な要素となってくる）。太陽規模の恒星から0.05 auの至近距離を公転する惑星がトランジットを起こす確率は約9%だが、軌道が遠くなるとその確率は反比例して小さくなる。1 au離れた位置にある惑星の場合、その確率は約0.46%まで下がる。さらに、主星からより離れた惑星では、確率はより一層低くなる。そのため、トランジット法で観測している恒星が元から惑星を持つ恒星という保証は得られない。しかしドップラー分光法と異なり、トランジット法では一度に複数の恒星を観測する事が可能であるため、広い範囲に渡って恒星を継続的に観測し続けることによってドップラー分光法よりも多数の惑星を見つける事ができる。
トランジット法の2つ目の短所は、誤検出率の高さである。2012年の研究では、ケプラーミッションで得られた惑星が1つのみの惑星系の観測データの40%以上に誤検出が存在する可能性が指摘された。このため、単独のトランジット惑星を持つ恒星に対しては通常、ドップラー分光法などの他の手法で追加の観測が行われる。しかし、ドップラー分光法で観測するには惑星の質量が木星質量を越えないと検出は困難で、さらに検出出来たとしてもそれが褐色矮星や小型の恒星である可能性もある。ただし、誤検出率は2つ以上の惑星がある惑星系では非常に低いので、大規模な追加観測をすることなく検証することが出来る。その一部の惑星はトランジットタイミング変化法でも確認する事が出来る。
宇宙には光度が変動する天体は数多く存在しており、トランジット惑星が起源ではない光度の変動がそうであると誤認される場合がある。トランジット法での観測における誤検出は、一般的に Blended eclipsing binary、Grazing eclipsing binary、そして惑星サイズの小型の恒星によるトランジットの3つの形式で発生する。大きさが木星半径の2倍を超える惑星はほとんど存在していないため、通常の食連星系ならば惑星のトランジットと明らかに区別できるほど大きな光度の変化を生じさせるが、この区別は Blended eclipsing binary と Grazing eclipsing binary の場合においては成り立たない。
Blended eclipsing binary または Background eclipsing binary（BEB）とは、観測者から見て食連星系の近くに連星系とは無関係である別の恒星が存在しているという関係を示す。食連星系の近くに無関係な恒星がある場合、食連星系の光度曲線の減光度が小さくなり、結果としてトランジット惑星と同じような光度曲線となる可能性がある。Grazing eclipsing binary は、観測者から見て片方の恒星がもう一方の恒星をかろうじて部分日食のように部分的に覆い隠すような食連星系である。
ドップラー分光法の観測には高精度な観測機器が必要となるが、トランジット法はCCDカメラのような比較的簡易な機器でも観測ができるため、地上と宇宙空間の双方からトランジット法を使った太陽系外惑星の探索が行われている。地上からはスーパーWASP、HATネット、MEarth、XO望遠鏡などが、宇宙空間からはCOROTやケプラー宇宙望遠鏡、TESSなどが成果を挙げている。また、トランジット法は数千光年離れた恒星でも観測出来る利点があり、実際に2006年に行われたSagittarius Window Eclipsing Extrasolar Planet Search（SWEEPS）では、26,000光年離れた、銀河系の中心部で16個の太陽系外惑星候補を発見しており、そのうちSWEEPS-4とSWEEPS-11の2つが惑星と確認されている。しかし、これらの惑星は非常に遠方にあるため、現在の技術でこれ以上の詳細な観測はほぼ不可能である。
主星が赤色巨星の場合、別の問題が生じる。仮に惑星がこのような恒星の恒星面を通過しても、赤色巨星の表面は常に大きく脈動しているため、恒星の光度曲線が一定ではなく、惑星による減光を見つけ出す事は困難となる。特に準巨星の場合は光度曲線の変化が著しい。
また、これらの恒星は半径が大きく非常に明るいため、惑星がトランジットしている際の減光率は小さくなり、検出を難しくする。逆に小型な白色矮星、中性子星は検出しやすい。しかし、これらの天体は死を迎えた恒星の残骸のため、惑星が生き残って公転し続けている可能性は低い。

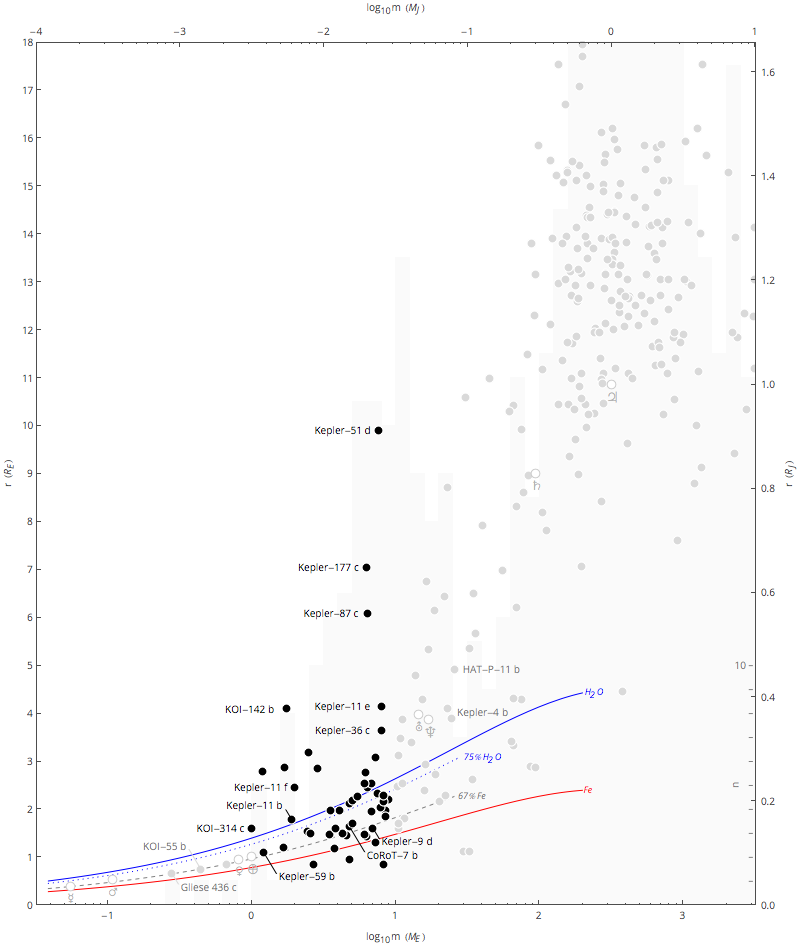
トランジット法で発見された惑星の質量と半径を表したグラフ。スーパーアースは黒丸で表されている。

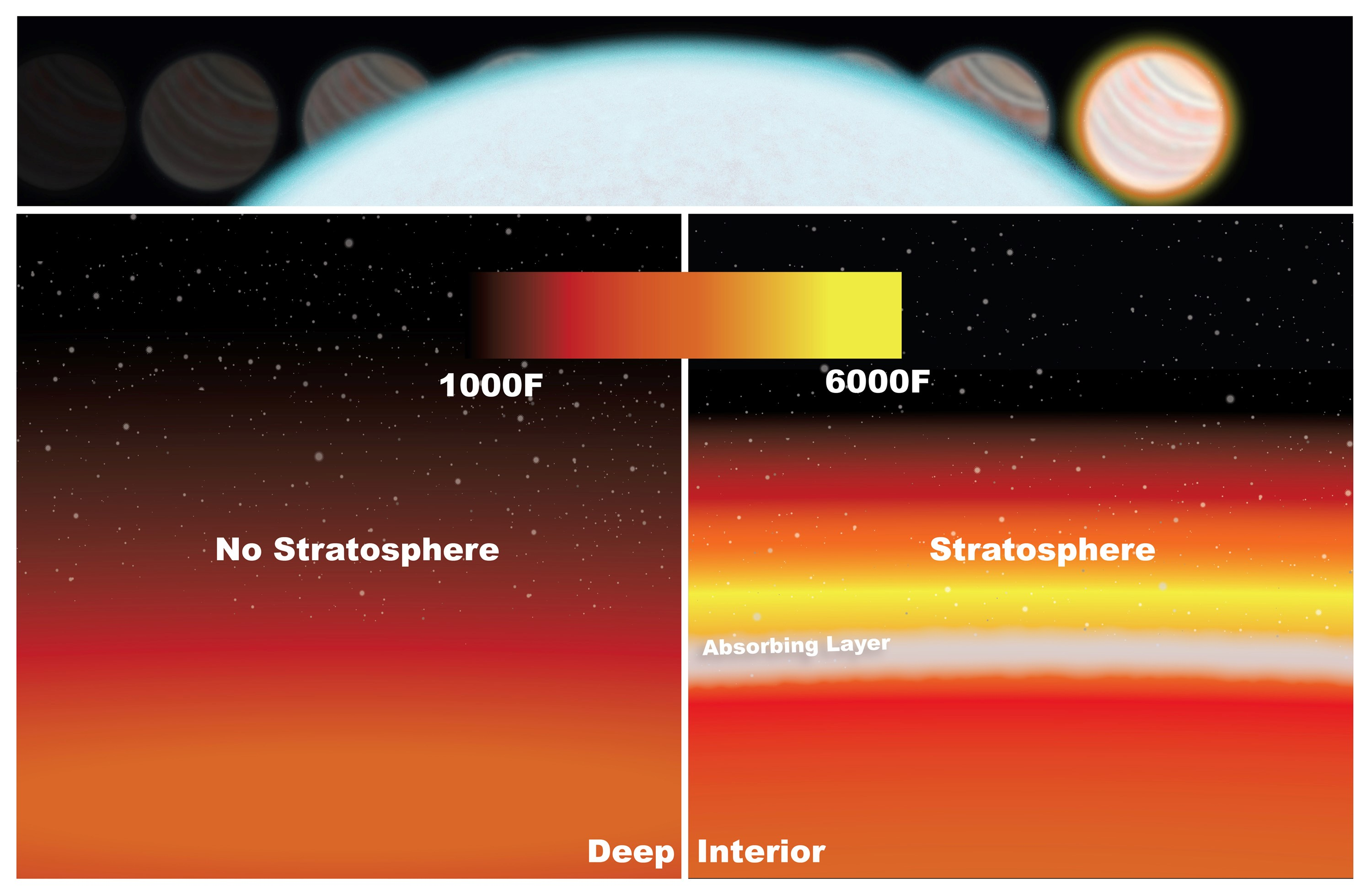
Secondary eclipseを起こすWASP-33bと呼ばれる惑星の成層圏の有無を説明している画像。

また、トランジット法からは惑星の大気組成を求める事も出来る。惑星が恒星面を通過すると、恒星の光の一部は惑星の上層大気を通過する。その際の、恒星の高解像度のスペクトルを分析する事で、大気成分を特定出来る。この手法は「トランジット分光」と呼ばれている。また、恒星の手前を惑星が通過するトランジットを「一次食（英語: Primary eclipse）」と呼ぶこともあるのに対し、惑星が恒星の背後を通過することを「二次食（英語: Secondary eclipse）」と呼ぶが、この二次食が起きると、発生のタイミングと継続時間から軌道離心率の範囲を絞り込む事も出来る。また、二次食が発生する前と後の恒星の光を測光し、二次食が起きている最中と比較することで、惑星に起因する信号のみを取り出すことができる。また、惑星の大気を検出出来れば、惑星の表面温度を求めることができる。2005年3月、2つの研究チームがスピッツァー宇宙望遠鏡を使って惑星の表面温度の測定を行った。1つはハーバード・スミソニアン天体物理学センターの David Charbonneau が率いる研究チームで、もう一方はゴダード宇宙飛行センターの L. D. Deming が率いる研究チームだった。彼らはそれぞれ、TrES-1とHD 209458 bを対象にして観測を行った。その結果、TrES-1は表面温度が1,060 Kで、HD 209458 bは1,130 Kと計測された。また、ホット・ネプチューンのグリーゼ436bも二次食を起こす事が知られている。しかし、一次食を起こす惑星が必ず二次食も起こすわけではなく、地球からの相対的な位置関係で二次食を起こさないトランジット惑星もいくつかある。例えば、HD 17156 bは90%以上の確率で二次食を起こさないとされている。

#### 観測の歴史

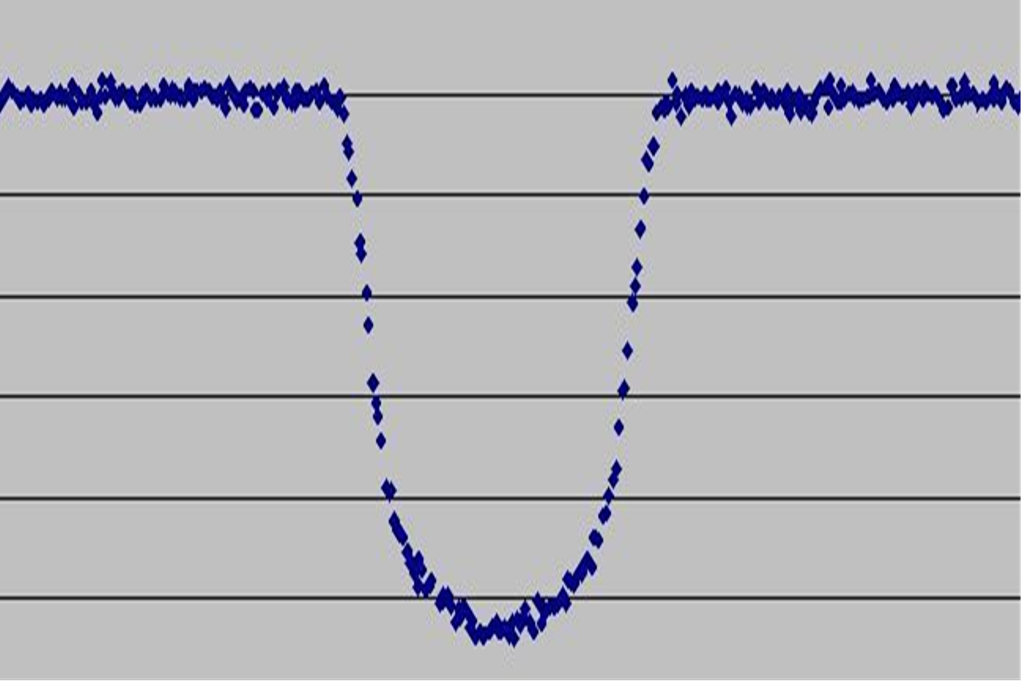
恒星ケプラー6の光度曲線。手前を通過する惑星ケプラー6bによって一時的に光度が減光している。

トランジット法の原理を使った惑星観測が初めて提案されたのは1952年で、アメリカの天文学者オットー・シュトルーベによって執筆された論文内で言及された。論文では主にドップラー分光法での惑星観測について提案しているが、その中で太陽系外惑星による恒星の食の観測をできる可能性についても述べられている。1971年にはトランジット法を用いた太陽系外惑星探索サーベイが提案され、1984年には地上から13,000個以上の恒星を観測すれば巨大ガス惑星を発見できる可能性があり、地球型惑星を検出するには宇宙望遠鏡が必要だとする主張が展開された。太陽系外惑星によるトランジットが初めて観測されたのは1999年で、すでに存在が知られていた惑星HD 209458 bのトランジットだった。トランジット法を用いて存在そのものが初めて確認されたのは2002年に発見されたOGLE-TR-56bである。
フランス国立宇宙研究センターが2006年に打ち上げた探査機、COROTはシンチレーション技術をさらに向上させて、観測を行った。このミッションでは「より精度良く」、そして「地球の数倍規模の小型の惑星を見つける」事を目標とした。2008年初頭から2013年の間に32の惑星を発見した。そして、COROTは2012年11月に不具合のためデータ送信ができなくなり、2014年に運用を終えた。
2009年3月には、アメリカ航空宇宙局（NASA）が、地球サイズの惑星を発見するためにケプラー宇宙望遠鏡を打ち上げた。ケプラーミッションでは、トランジット法ではくちょう座方向の観測視野内にある10万個の恒星を通過する惑星を観測する。この主要ミッションが終了する3.5年の間に、太陽に似た恒星を公転する地球サイズの惑星をいくつも発見する事に成功した。
2011年2月の時点で1,235個の惑星候補を発見し、その内の54個はハビタブルゾーン内を公転しているとされた。同年12月5日には探査チームは2,326個の惑星候補を発見したと発表した。内訳は地球サイズが207個、スーパーアースサイズが680個、海王星サイズが1,181個、木星サイズが203個、それより大きなものが55個となっている。同年2月と比べると、地球サイズの惑星の数は約2倍、スーパーアースサイズは約1.4倍に増加した。また、ハビタブルゾーンを公転している惑星も48個発見された。これらは、以前よりも厳格な基準で選ばれたものである。2013年6月には、惑星候補の数は3,278個に増加した。また、地球より小さい惑星も発見され、火星サイズのケプラー62c（0.54±0.03R⊕）や水星よりも小さなケプラー37b（0.303+0.053
−0.073R⊕）などが知られている。ケプラーは主要ミッション終了後も延長ミッションである「K2ミッション」を行い観測を続け、2018年11月に運用を終了した。
2018年4月には、トランジット法で太陽系外惑星を発見するための新たな観測衛星である、TESSが打ち上げられ、2020年現在でも観測が行われている。

### 反射光の変動による検出
主星に非常に近い軌道を公転している惑星は月の満ち欠けように見かけの形状が変化するものもある。さらに、このような惑星は主星からの強烈な放射によって加熱され、それに起因する惑星の熱放射は検出可能な強度となるものの、望遠鏡では惑星からの光と恒星の像とを分離する事は極めて難しい。惑星の光は軌道上の位置に応じて周期的に変化するが、その変化は非常に小さく、必要とされる測光精度は、太陽のような恒星の前を通過する地球サイズの惑星を検出するのと、ほぼ同じである。しかし、主星に非常に近い距離を公転しているホット・ジュピターの場合は、ケプラーのような宇宙望遠鏡で検出できる。惑星が高いアルベドを持っている場合は、可視光で検出するのがより容易になる。
また、主星の表面温度が低温の場合、赤外線での検出が容易になる。この方法なら惑星の軌道傾斜角にほぼ依存しないので、恒星面通過を起こさなくても惑星を発見出来る。しかし、惑星が地球から見て真正面を向いた真円軌道である場合は、反射光の強さが変動しないため、この手法での検出は出来ない。
巨大惑星の位相関数が分かれば、それは惑星の熱特性と大気の関数にもなる。したがって、位相曲線は大気粒子のサイズ分布など惑星に関する他の特性について制約できる可能性も言及されている。
惑星がトランジットを起こしており、その大きさがわかっている場合、位相変動曲線は惑星のアルベド（反射能）を計算または範囲を制約するのに役立つ。アルベドを計算しようとすると惑星からの光が干渉する可能性があるため、温度が非常に高温になっている惑星ではより計算が困難になる。複数の波長で光の変化を観測するとき、理論上ではアルベドはトランジットを起こさない惑星の検出にも利用できる。これにより、この手法ならばトランジットを起こさない惑星であってもその大きさを知ることができる。
2015年に、ある国際研究チームが、初めて太陽系外惑星の反射光によるスペクトルを得る事に成功した。対象となったのは、主系列星を公転している惑星として初めて発見された、ペガスス座51番星bであった。ぺガスス座51番星bは1995年にドップラー分光法を用いて発見された惑星であり、チリにあるラ・シヤ天文台の高精度視線速度系外惑星探査装置(HARPS)を用いて観測することで、惑星からの反射スペクトルを取得することに成功している。
探査機COROTやケプラー宇宙望遠鏡も惑星からの反射光を観測したが、これらの惑星は、観測以前からすでに存在が知られていた。この手法で初めて発見された惑星は、ケプラー70と呼ばれるB型準矮星を公転しているケプラー70bとケプラー70cである。

### 相対論的ビーミングによる検出
恒星が惑星の重力を受けると恒星はわずかに揺れ動く。ドップラー分光法では、この揺れを発見してその速度から惑星の軌道要素などを求めるが、この方法では揺れによる恒星の「光度」の変化を捉える。光源が観測者の方向に向かってくる場合、相対論的な効果によって光源の見かけの明るさが増大し、遠ざかる場合は逆に減少し、放射が恒星の移動方向に集中する効果があらわれることがある。この効果は相対論的ビーミング（英語: Relativistic beaming）と呼ばれている。恒星の揺れ動く速度は相対論的な速度に比べると遥かに遅いものの、相対論的ビーミングによる変動は検出可能であり、2003年にアメリカの天文学者Abraham LoebとScott Gaudiによって初めて惑星の発見方法として提案された。この手法ならばドップラー分光法と同様に、惑星の軌道離心率と下限質量を求める事が出来る。この手法はトランジット法と同様に、ホット・ジュピターのような公転周期の短い木星クラスの惑星が発見されやすい。ドップラー分光法とは異なり、高精度のスペクトルを必要とせず、また、トランジット法のように地球から見て惑星が恒星面を通過する必要もないので、他の方法では検出できない惑星を発見できる利点がある。
この方法の最大の短所は、光度の変化がとても小さいという事である。この方法では、恒星から0.025au（374万km）離れた木星クラスの惑星でさえ、ほとんど検出する事が出来ない。
2013年に、この手法で初めて太陽系外惑星が発見され、その惑星はケプラー76bと名付けられた。

### 恒星の変形による検出
質量が大きな惑星は、その重力による潮汐力で、主星を楕円体に変形させる事がある。主星が楕円体の場合、惑星の公転によって楕円体の向きが変化するため、わずかに光度が変動する。地球から見て惑星が恒星の手前もしくは反対側にいる場合、恒星は楕円体の長軸を地球の方向に向けているため見かけの面積が小さくなり、減光する。一方で惑星が90度の角度に位置する場合は長軸が横を向いており、恒星面の見かけの面積が大きくなるため増光する。この手法は相対論的ビーミング効果と同様に、惑星の下限質量を求めるのに役立ち、感度は惑星の軌道傾斜角に依存する。光度への影響は、相対論的ビーミング効果よりもはるかに大きくなる可能性があるが、変化周期は約2倍速い。主星の密度が低いと、より楕円形になりやすい。この方法は、主星がすでに主系列段階を終えた場合に適している。
なお、相対論的ビーミング（Beaming）による変動、恒星の変形の効果（Ellipsoidal variation）、反射光の変動（Reflection）を合わせて解析して惑星の特性を調査する手法は「ビール・アルゴリズム（英語: BEER algorithm）」と呼ばれることがある。

### パルサータイミング法

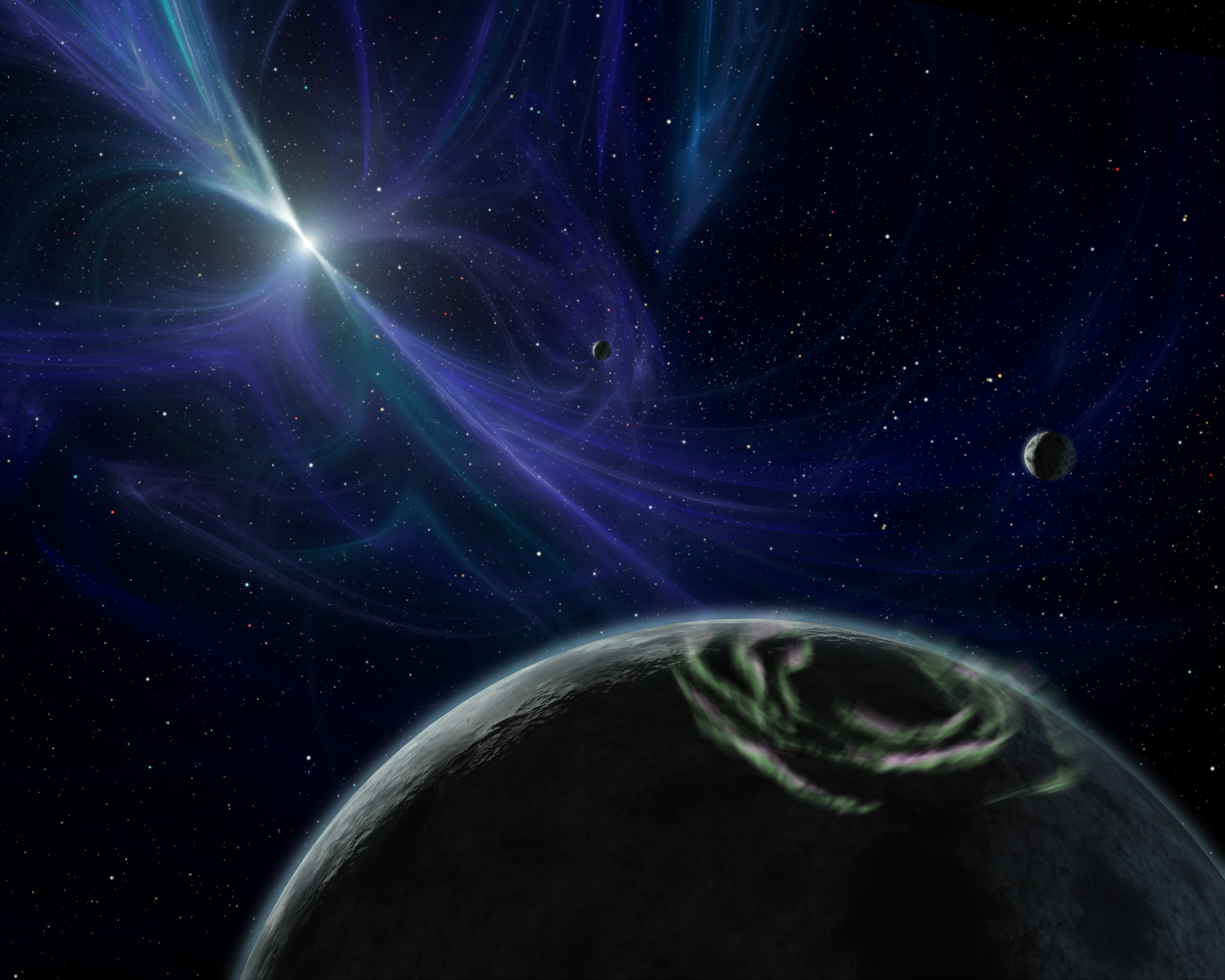
PSR B1257+12系の想像図。

パルサーは、太陽質量の8倍から30倍の質量を持つ恒星が超新星爆発を起こして残った残骸のような天体で、電磁波を放出しながら高速で自転している。パルサーのパルスは非常に規則的で、それを観測する事でパルサーの動きを追跡する事が出来る。もしパルサーが観測者から見て垂直でない軌道面を持つ惑星を持っていれば、パルサーも揺れ動き、規則的であるはずのパルスにはドップラー効果によるズレが生じる。このズレから惑星を間接的に観測する方法がパルサータイミング法（英語: Pulsar-timing method）である。パルサータイミング法の観測では、惑星の軌道要素を求める事が出来る。
この方法は元々、惑星を検出するために考案された方法ではなかったが、光のドップラー効果を用いて惑星を探すドップラー分光法よりも精度が高く、他の方法では検出出来ないような質量の小さな惑星でも検出出来る。また、惑星間の重力による相互作用も検出する事ができ、惑星のさらに詳細な軌道要素を求められる。さらに、パルサーから離れた惑星でも比較的簡単に検出が出来る。
パルサータイミング法の主な短所はパルサー自体が非常に稀であり、また、パルサーの周りで惑星が誕生するのにも特殊な状況が必要になるという事である。したがって、パルサー惑星が多数発見される事はないとされる。
1992年、アレクサンデル・ヴォルシュチャンとDale Frailは、この手法でおとめ座にあるパルサーPSR B1257+12を公転している惑星を発見した。彼らの発見はすぐに確認され、太陽系外で初めて発見された惑星となった。

### Variable Star Timing
パルサーと同様に規則的に変光する天体として回転変光星がある。回転変光星ならば分光器を使わなくともドップラー効果の測光が出来るが、周期的に起こる活動が長いために時間分解能が低下し、また、パルサーよりは規則的ではない。惑星の検出感度は恒星の脈動周期や脈動の規則性、惑星の質量、および主星からの距離に依存する。
この方法で初めて発見されたのは、2007年に発見されたペガスス座V391星bである。

### トランジットタイミング変化法

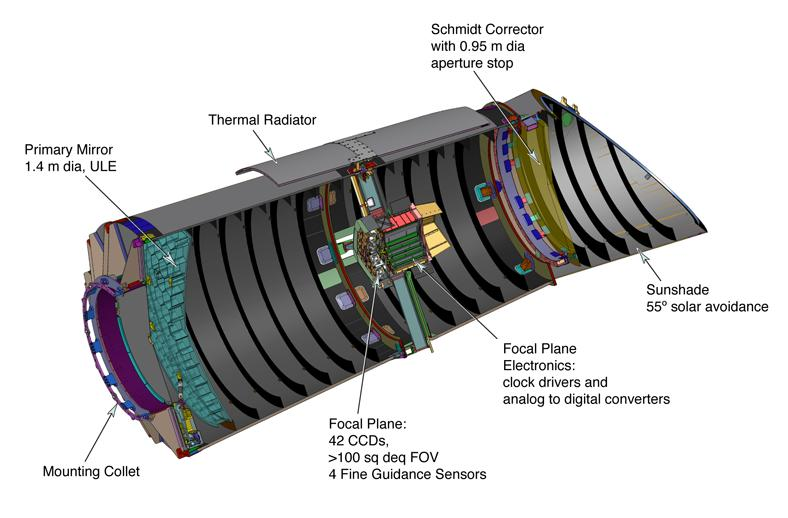
ケプラー宇宙望遠鏡の構造。

トランジット惑星が恒星面を通過するタイミングは通常は常に一定だが、複数の惑星が一つの恒星の周りを公転している場合、トランジット惑星のトランジットを起こすタイミングが別の惑星との重力相互作用によって変化することがある。この変化はトランジットタイミング変化（英語: Transit timing variations）略して TTV と呼ばれ、その変動で未知の惑星を検出する手法はトランジットタイミング変化法またはTTV法と呼ばれる。トランジットのタイミングの精密な測定は比較的容易なので、最低でも一つのトランジット惑星が公転していれば、トランジットを起こさない別の惑星が地球質量ほどしかない小さな惑星であってもTTVを用いて検出できるとされている。TTVの大きさには一般的に周期性があり、この変動パターンはそれぞれの惑星の質量や軌道によって異なる。惑星同士の軌道が比較的近い場合、および少なくとも1つの惑星が大きな質量を持っていれば、より質量が小さい惑星の公転周期を変動させる。このような場合はトランジットのタイミングの変化を検出しやすくなり、TTV法での検出が適してくる。この他にも、惑星同士が軌道共鳴の状態にある場合、軌道上のほぼ同じ地点で互いが接近しあうことによる摂動の影響がより大きくなることで顕著なTTVが発生することがある。TTV法は現在では、太陽系外衛星を発見する手法としても注目されるようになっており、実際にTTV法を用いた太陽系外衛星候補が報告されている。
TTVの主な短所は、ドップラー分光法やパルサータイミング法と同様に「間接的に」惑星を発見している手法のため、惑星の物理的特徴がほとんど求められない事である。ドップラー分光法とは対照的にTTVは惑星の上限質量を求める事が出来る。ほとんどの事例ではその惑星の質量を求められるが、誤差範囲に狭い制約を課す事は出来ない。ただし、惑星同士が非常に接近しているため、質量を詳細に求められるケプラー36系やケプラー88系などの例外もある。
TTVを使って発見された最初の惑星は、ケプラー宇宙望遠鏡によって発見された。2011年、トランジットを起こすことがすでに知られていた惑星ケプラー19bの公転周期が約5分ほど変動している事が判明した。こえにより、ケプラー19bの外側を160日未満の周期で公転している別の惑星ケプラー19cが存在している事が明らかになった。

#### 類似の観測方法
上記のTTV法と似た発見方法で、トランジットを起こす惑星のトランジットの継続時間の変化（トランジット継続時間変化、英語: Transit duration variations、略して TDV とも）から惑星を検出する手法がある。ただしトランジットの継続時間の変動は、太陽系外衛星、楕円軌道を公転している他の惑星からの摂動による近点移動、あるいは一般相対性理論的効果によって引き起こされる可能性がある。
トランジットを起こす事が確認された周連星惑星がある場合、TDVを用いることで容易にその存在を確認する事が出来る。近接連星では、恒星は周囲を巡る天体の通過の継続時間に大きな変化をもたらす。この手法で初めて発見された惑星は周連星惑星として初めて明確に確認されたケプラー16bである。

### Eclipsing Binary Minima Timing
地球から見て、連星系の恒星が互いの前を通過するように整列しているものを食連星と呼ぶ。一番明るい恒星が、他の恒星、あるいは塵円盤によって部分的に覆われている時、これを一次食という。また、一次食の半周期後、他の恒星が一番明るい恒星によって覆われた状態となる。これを上記と同様に「二次食」と呼ぶ。この時、パルサーのパルスと同様に周期的な減光が認められる。恒星は常に互いの共通重心を中心に公転しているが、周囲に惑星がある場合、共通重心にズレが生じ、恒星の軌道が移動することで一次食と二次食の周期にもズレが生じる。この方法は連星系の周りを公転する惑星を発見する最も有力な方法である可能性がある。この方法では、大質量の惑星で、連星系からの距離が比較的短い場合や、恒星が低質量の場合に有効である。

### 重力マイクロレンズ法

重力マイクロレンズのメカニズム。

ある天体の重力がレンズのようになって、背後にある別の天体が歪んでいるように観測される現象を重力レンズ効果という。この効果は、2つの天体が整列している場合にのみ発生する。2つの天体と地球は全て相対的に動いているため、この効果は数日から数週間というわずかな期間しか継続されない。過去10年間に約1,000件の重力レンズ効果が観測されている。
手前に並ぶ天体が恒星の場合、質量が小さいため銀河団で見られるようなはっきりとした重力レンズ効果は生じず、背景の天体からの光は空間的に分離されない。このとき観測者から見ると、このとき背景からの天体は時間変化に伴って増光を起こす程度になる。これを重力マイクロレンズ（英語: Gravitational microlensing）と呼ぶ。このとき、背景の天体の光度曲線は対称になるはずだが、手前の恒星に惑星がある場合、光度曲線が非対称になったり別の小さな光度のピークがみられる。この光度曲線の非対称性から惑星を検出するのが重力マイクロレンズ法（英語: Gravitational microlensing method）である。単にマイクロレンズ法とも呼ばれる。しかし、その影響は非常に不安定なので、常に手前側の天体を観測する必要がある。この方法は銀河系の中心にある恒星が、よく奥側の天体とされるため、他の方法では検出が困難な、銀河面に位置する惑星も発見出来る。
1991年、天文学者のShude Maoとボフダン・パチンスキはこの方法で、連星系の伴星を発見する事に成功し、翌年の1992年に、Andy GouldとAbraham Loebによって、太陽系外惑星を発見出来る方法として改良された。この方法で初めて惑星が発見されたのは2002年で、ポーランド・ワルシャワ大学のアンジェイ・ウダルスキが中心となって行っているOGLEプロジェクトによってなされた。1か月の間に彼らはいくつかの惑星候補を発見していたが、観測精度に限界があり、はっきりとした確証を得る事は出来ていなかった。それ以来、いくつかの惑星が重力マイクロレンズ法で発見されている。重力マイクロレンズ法は、太陽のような主系列星を公転している地球質量程度の惑星を検出できる最初の発見方法であった。
他のほとんどの発見方法では、主星に非常に近い距離を公転している惑星が発見されやすいが、重力マイクロレンズ法は、主星から1～6 au離れた、比較的遠い軌道を公転する低質量の惑星を検出するのに適している手法である。
重力マイクロレンズ法の主な短所は、重力マイクロレンズ効果が1度しか起こらない事にある。また、検出出来たとしても、惑星までの距離は数千パーセク離れている事が多いため、他の発見方法による追加観測は不可能である場合が多い。
さらに、判明する物理的特徴は質量のみであり、これは不確定性が大きい。また、直接判明する軌道要素は現在の主星からの距離のみである。この距離は、惑星が楕円軌道を描いている場合は軌道長半径を反映していない可能性が高く、軌道要素が不明瞭になる事もある。この方法で惑星が検出出来るのは、惑星が軌道上において、主星から特に離れている、わずかな領域に限られるので、公転周期を正確に測定するのは難しい状況である。重力マイクロレンズ効果は、主星と惑星の質量比が近いほど大きくなるため、低質量の恒星の方が検出が容易である。
一方、重力マイクロレンズ法の長所は、低質量の惑星でも検出出来る事である。将来、重力マイクロレンズ法を使って探査を行う予定のWFIRSTなどのプロジェクトでは、火星質量ほどの惑星も検出出来ると期待されている。また、ドップラー分光法やトランジット法では検出が困難な、土星から天王星に匹敵するほどの長い公転周期を持つ惑星を発見する事ができ、また、非常に遠方にある惑星でも検出する事が出来る。十分な精度で、背景の天体を観測していれば、地球のような惑星が銀河系にどのように存在しているかも明らかに出来るとされている。
このような観測は通常、リモートテレスコープ（ロボット望遠鏡）によって行われている。OGLEプロジェクトの他にもMOAプロジェクトが成果を挙げている。
PLANETプロジェクトは、さらに積極的に観測に取り組んでいる。これは、地球に匹敵する低質量の惑星の検出を目指しており、世界を網羅している望遠鏡ネットワークを通じて、24時間体制で観測を行っている。この計画によって、大きな軌道長半径を持ち、小さな質量を持つOGLE-2005-BLG-390Lbと呼ばれる惑星が、初めてこの手法によって発見された。

### 直接撮像法

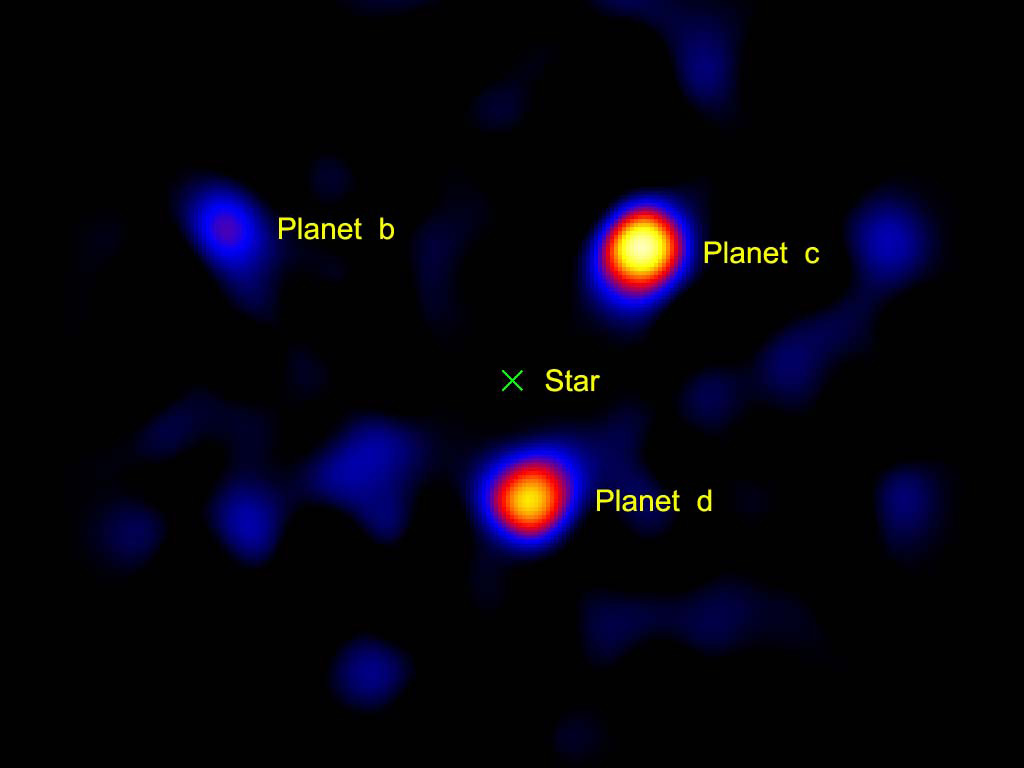
コロナグラフを用いて、口径1.5メートルのヘール望遠鏡で観測したHR 8799の惑星。

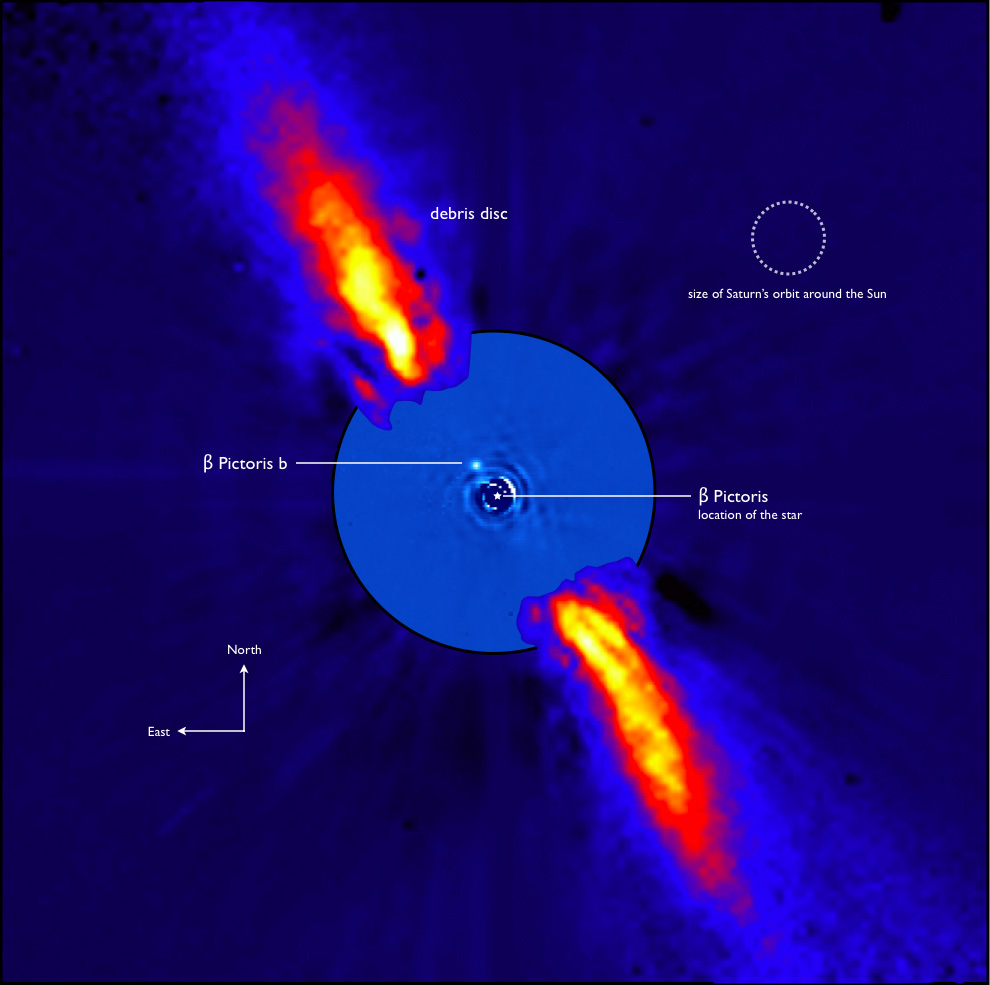
ヨーロッパ南天天文台（ESO）によって観測されたがか座β星の塵円盤の画像。

惑星の主星からの反射光は主星自体の光と比べるととても弱いため、基本的に惑星を直接捉える事は非常に困難である。ただし、惑星が主星から比較的遠くに位置しており、その熱放射を観測する事が出来る場合がある。こうした発見方法は、直接撮像法（英語: Direct imaging method）や直接撮影法と呼ばれる。現在確立されている太陽系外惑星の発見方法の中では唯一の直接法である。熱放射による観測では、惑星系までの距離が地球に近く、サイズが木星よりも大きく、主星から離れていて、表面温度が高く強い赤外線を放射している惑星が検出されやすい。観測には赤外線が用いられるため、観測された惑星は可視光線よりも明るく見える。恒星の光を隠すコロナグラフを用いれば、可視光線での観測も可能になるが、地球のような惑星を直接観測するにはとても高い光熱安定性が必要となる。惑星系が形成されたばかりの場合、主星と惑星のコントラストの面では赤外線よりもH-アルファ線の方が有効とされており、現在それを使用した観測が進んでいる。
直接撮像法では、主星の年齢と惑星の表面温度から算出される、不確定性の大きな惑星質量しか物理的特徴は判明しない。主星が誕生して数百万年後には、惑星が形成される可能性があるため、質量は算出された値と異なる可能性もある。惑星の温度が低いと質量は小さくなる傾向がある。場合によっては、惑星の温度、見かけの明るさ、および地球からの距離に基づいて、惑星の半径の値を絞る事もでき、また、惑星から放出されるスペクトルは、主星と分離する必要がなく、惑星の大気の組成を容易に調べる事が出来る。
時折、惑星が褐色矮星である可能性を除外するために、複数の波長で観測するのが必要な場合がある。また、直接撮像法は惑星の軌道を正確に測定できるという利点がある。他の大部分の手法とは異なり、フェースオン軌道（軌道傾斜角が0°）が、軌道全体で観測可能のため、エッジオン軌道（軌道傾斜角が90°）に近い惑星よりも検出が容易になるという利点もある。
直接撮像法によって検出された惑星には大きく2つのパターンがあり、1つは原始惑星系円盤を持つほど若い太陽よりも大きな恒星を公転しているパターンで、もう1つは非常に暗い天体を公転している準褐色矮星、または主星から100 au以上離れた位置にある褐色矮星のパターンである。また、恒星と重力的に結合されていない惑星質量天体（自由浮遊惑星）も直接観測法によって発見される事がある。

#### 発見の歴史

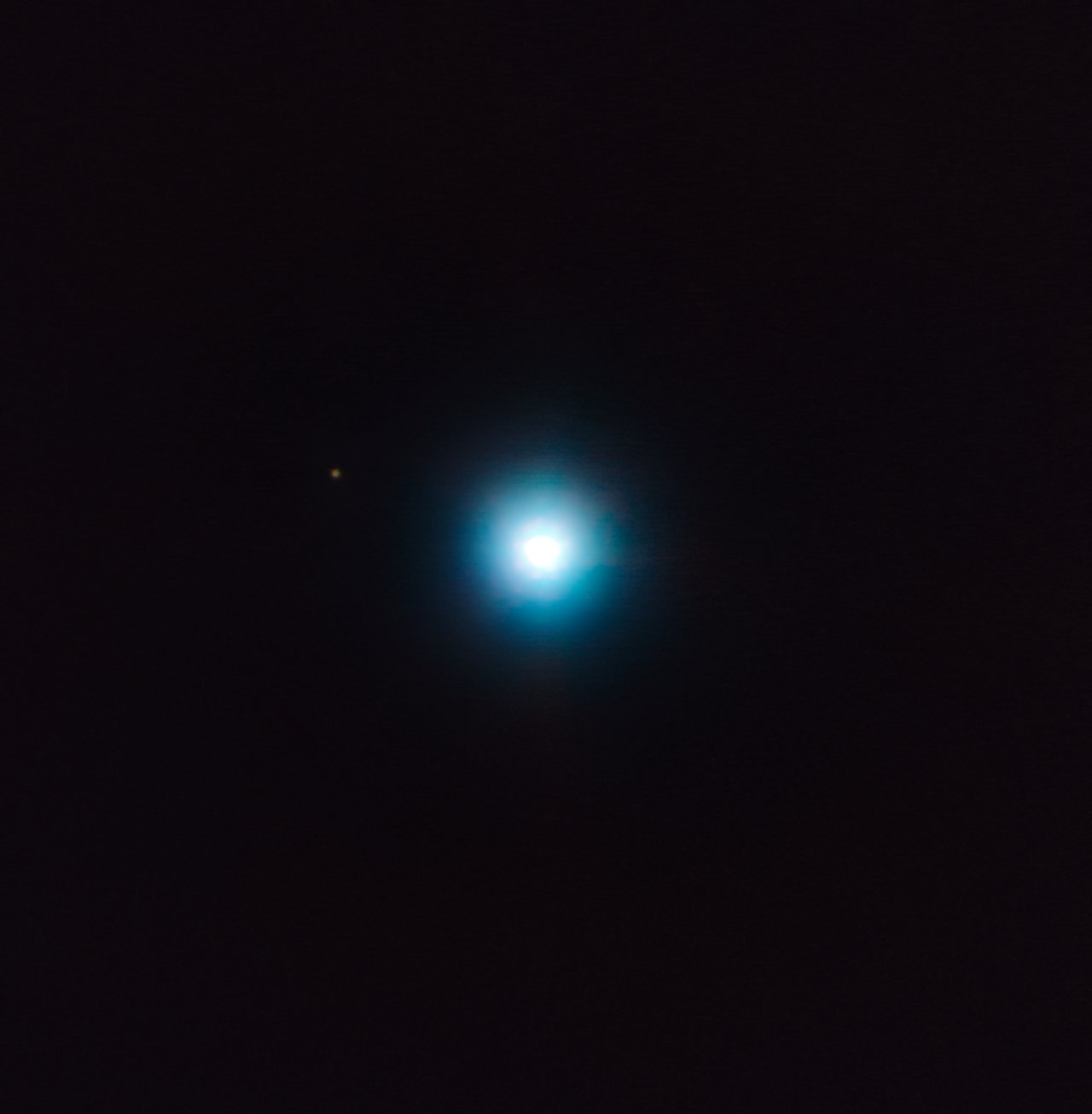
超大型望遠鏡VLTのNACO計測器とSINFONI計測器の観測データを基に作成されたCVSO 30を公転するCVSO 30 c（中央左上）の画像。

2004年、ある研究グループが褐色矮星の2M1207を公転している伴星2M1207bの画像を得るために、チリに建てられているヨーロッパ南天天文台（ESO）の超大型望遠鏡VLTを使って観測を行い、翌年にその画像の撮影に成功した。観測の結果により、2M1207bは木星の4倍の質量を持ち、2M1207からは46 au離れていると考えられている。
直接撮像法で初めて発見された惑星系は、2007年にケック望遠鏡とジェミニ望遠鏡の両方の望遠鏡を使って、3つの惑星が観測されたHR 8799系だった。2008年11月13日には、ハッブル宇宙望遠鏡によって1等星のフォーマルハウトに質量が最大で木星の約3倍のフォーマルハウトbの直接観測に成功した。この2つの恒星の周りには塵円盤も確認されている。
2008年9月には、約500光年離れた位置にあるK型主系列星の1RXS J160929.1-210524から330 au離れた位置に、直接観測法によって新たな天体が発見され、2010年にそれが惑星である事が確認された。
2009年には、がか座β星を取り巻く塵円盤の中に惑星がか座β星bが2003年までに行われた直接観測の分析から発見された。
また、2009年11月には、すばる望遠鏡のHiCIAOと呼ばれる観測機器を使って恒星グリーゼ758に惑星とおぼしき天体を発見したが、後にこれは褐色矮星である可能性が高い事が判明した。
2012年には、ハワイのすばる望遠鏡によって、アンドロメダ座κ星を公転している木星の約12.8倍の質量を持つ巨大ガス惑星を直接観測したと発表された。この惑星は主星から55 au離れており、これは太陽-海王星間の約2倍にあたる。

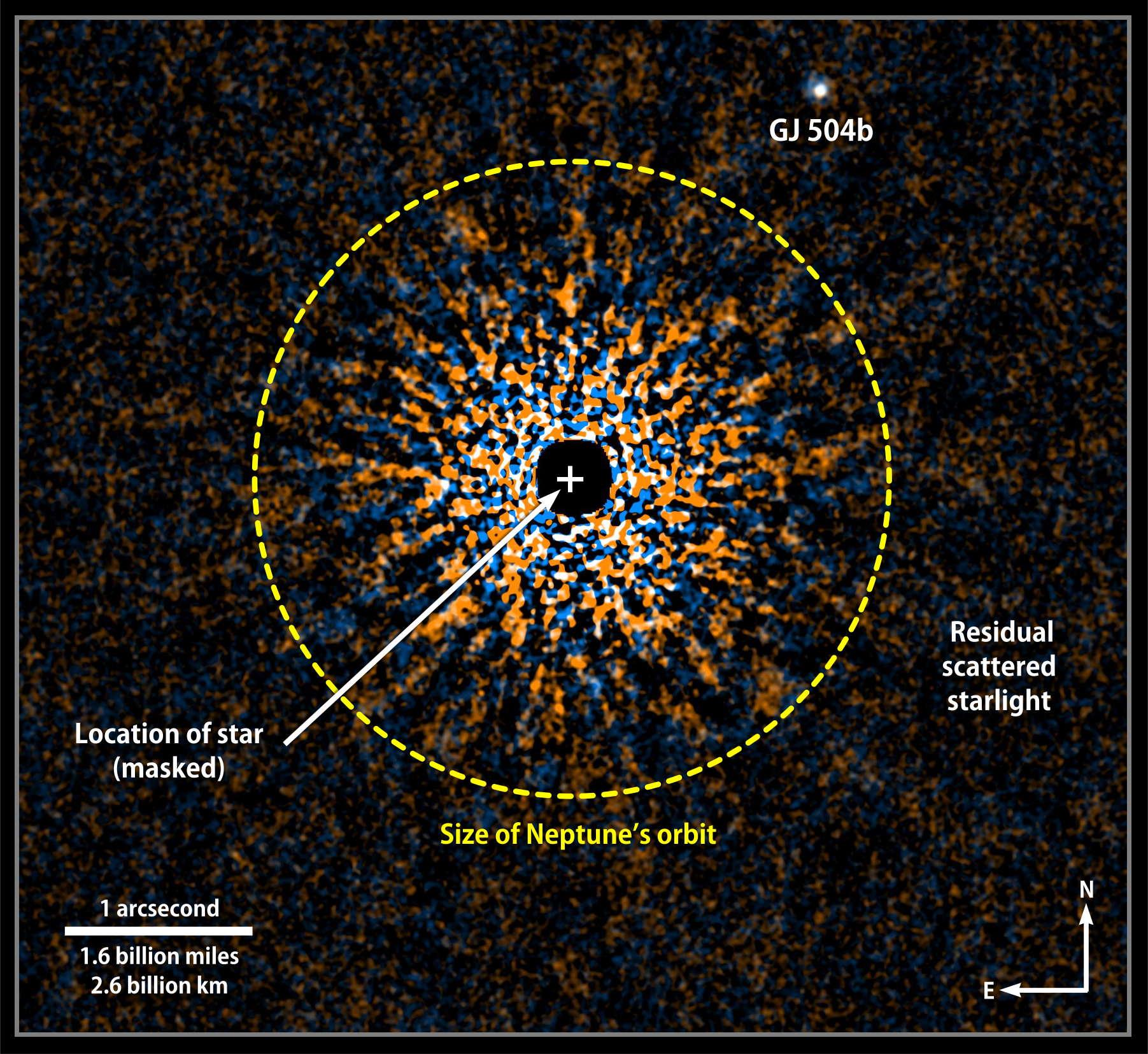
すばる望遠鏡で観測されたおとめ座59番星bの画像。

2013年11月には日本の研究チームが、すばる望遠鏡を使って、おとめ座59番星（GJ 504）を公転している惑星おとめ座59番星bが直接観測によって発見された。この惑星は、木星の4倍の質量を持ち、主星から43.5au離れている。存在が疑問視されているフォーマルハウトbを除くと、直接観測法で発見された惑星の中では、今のところ最も質量が小さい惑星である。
2016年には、約340光年離れた位置にある三重連星系HD 131399のうち、A型主系列星である主星HD 131399 Aを公転している惑星HD 131399 Abが直接観測によって発見された。三重連星系内を公転する惑星が直接観測で発見されたのはこれが初めてであった。

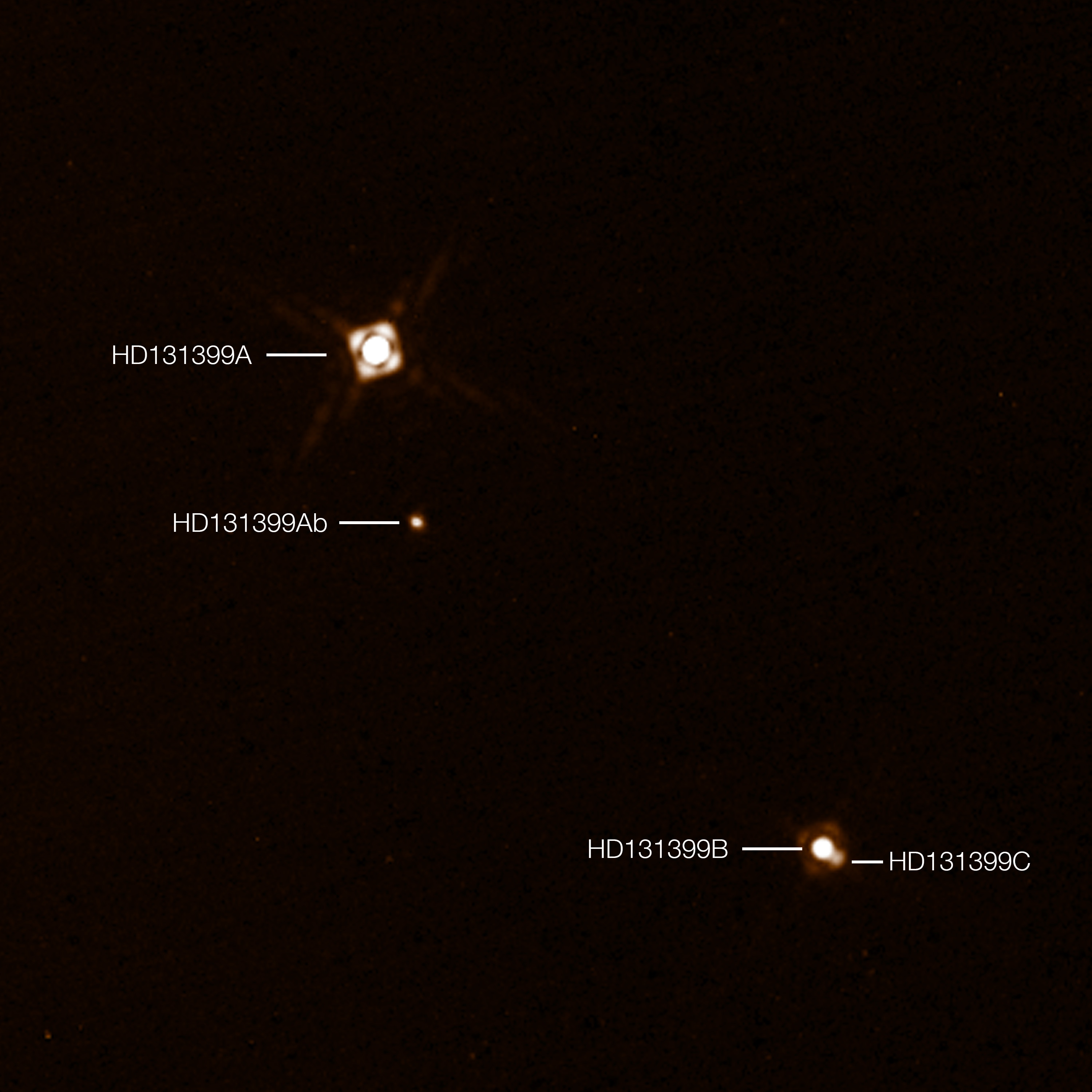
VLTで撮影されたHD 131399系の画像。中央左上にはHD 131399 Abが見える。

この他にも、おおかみ座GQ星b、がか座AB星b、SCR 1845-6357 bが直接観測で観測されているが、現時点でこれらの天体は惑星とは断定されておらず、褐色矮星に分類される可能性もある。

#### 観測装置

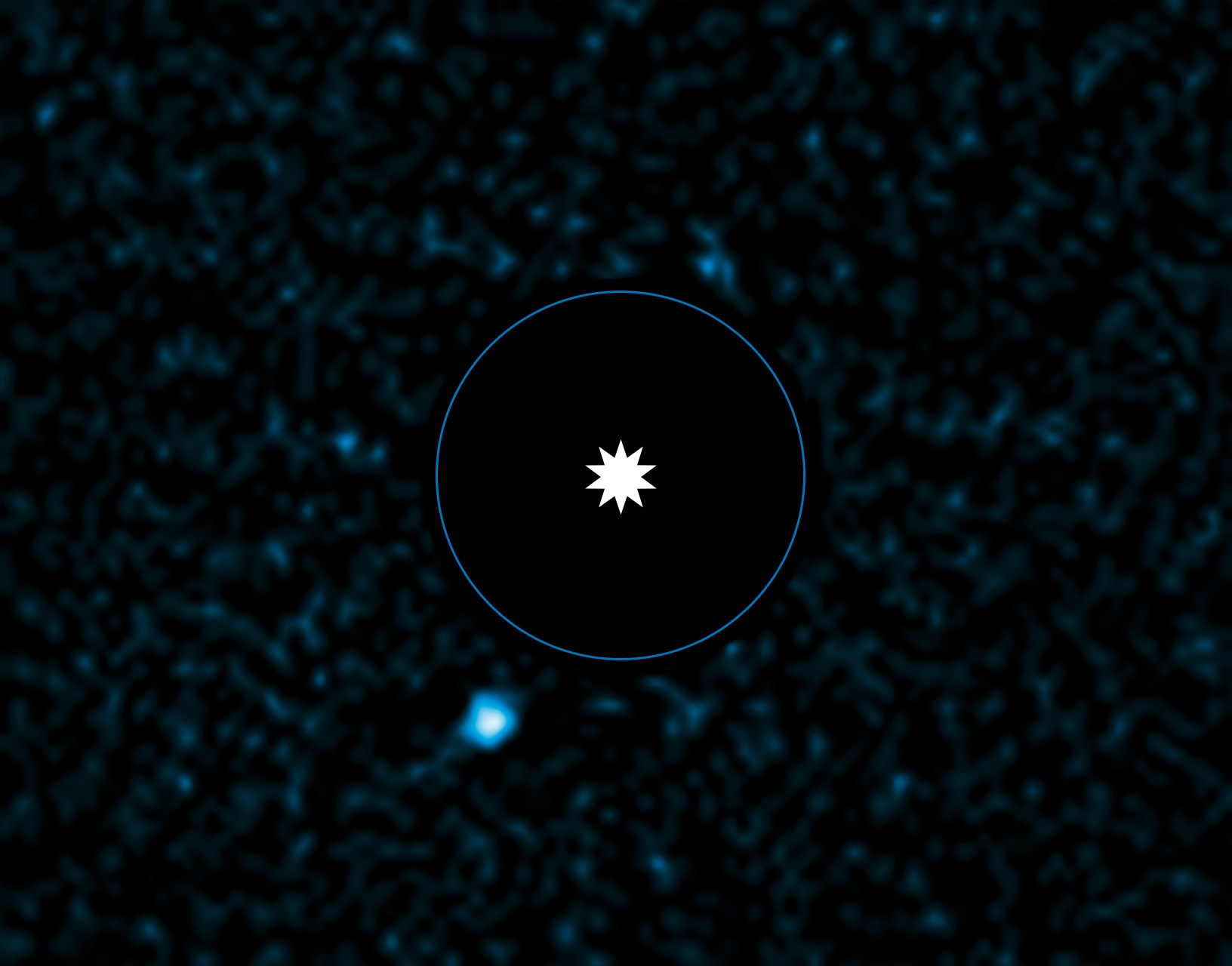
VLTで撮影された惑星HD 95086 bの画像。

直接撮像法で惑星を発見出来る装置には、Gemini Planet Imager（ジェミニ望遠鏡）、SPHERE（VLT）、HiCIAO（すばる望遠鏡）などがあり、宇宙望遠鏡ではWFIRSTによる観測が予定されている。New Worlds Missionでは、対象の恒星を観測するために、近くにある無関係の恒星の光を遮る大型のオクルターの設計が提案されている。これは、すでに計画されている新たな専用の望遠鏡と一緒に使用する事が出来る。
2010年、ジェット推進研究所の研究チームがコロナグラフを用いることで惑星を直接観測出来る事を、以前にパロマー天文台の口径1.5mのヘール望遠鏡によって撮影されたHR 8799系の画像から実証した。コロナグラフを用いると明るい中心の恒星を隠すことができ、その周囲にある惑星から発せられる微弱な光を検出できるようになる。別の有望な方法として、2つの望遠鏡を用いて明るい恒星からの光のみを干渉によって打ち消し、恒星からの光を大幅に暗くするナル干渉計（英語: Nulling interferometer, Nuller）を用いるというものもある。
鏡の代わりにゾーンプレートを使用して光を集める宇宙望遠鏡は、よりコントラストの高い観測が可能にさせる。また、プレートは折りたためるので、安価で宇宙に打ち上げる事も提案されている。

### 恒星の偏光による検出
恒星から放たれた光は、電磁波としての振動方向はランダムであり、偏光していない。しかし、光が惑星の大気で反射すると、大気中の分子と相互作用し、偏光が生じる。
この偏光を分析する事により、これらの測定は原則、非常に高感度で行う事が出来る。他の長所として、偏光の測定から大気成分を求める事が出来るが、大気が無い惑星は検出出来ないという短所がある。高いアルベドを持つ惑星は、光をよく反射するため、この手法での検出が容易になる。
偏光計測に用いられる装置を、「偏光子」と呼び、偏光されていない光を除外して、偏光のみを捉える事が出来る。ZIMPOL/CHEOPSやPlanetPolなどのグループは、この手法での惑星発見を試みている。この手法で惑星が初めて検出されたのは2008年で、すでにその3年前に発見されていたHD 189733 bだった。しかし、この手法を使用して初めて発見された惑星は2020年時点ではまだ存在しない。

### アストロメトリ法

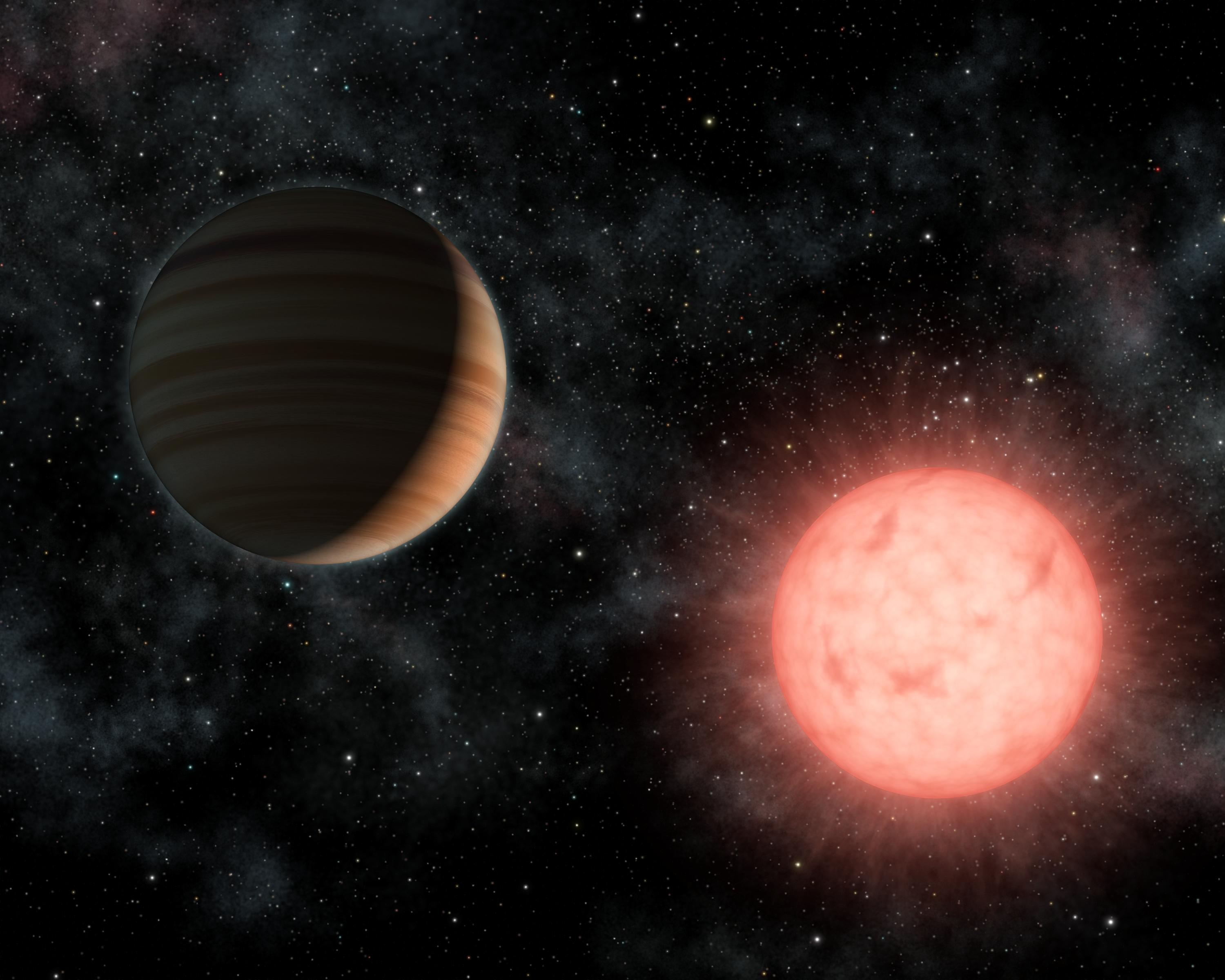
アストロメトリ法で発見された初めての太陽系外惑星候補VB 10 bの想像図。

太陽に対する太陽系の重心の動き。

アストロメトリ法（英語: Astrometry method）または位置天文学法は、恒星の周りの天体との相対的な位置などを正確に測定し、その位置が時間と共にどう変化するのかを追うものである。元々、眼視観測の時代から行われ、記録も全て手作業で行っていた。19世紀末までは、この方法は写真乾板を使って行われた。写真乾板は、測定の精度を飛躍的に向上させ、それを基にデータアーカイブが作成されるようになった。上記のドップラー分光法で述べた通り、恒星が惑星を持っている場合、惑星の重力によって恒星もわずかに揺れ動く。ドップラー分光法では、この揺れによって生じるスペクトルのドップラー効果から惑星を検出するが、アストロメトリ法では、恒星の位置のずれを観測する事で検出する。ほとんどの場合、共通重心は大きな方の天体の内部に位置してしまうため、質量差が小さく、共通重心が外側寄りの低質量星や褐色矮星を公転する惑星の検出に有効である。
アストロメトリ法は太陽系外惑星を探索する最古の方法であり、また、位置天文的連星の特徴付けに成功していたため、天文学者達の注目を集めた。アストロメトリ法に関する記述は18世紀後半の天文学者ウィリアム・ハーシェルの記述にまで遡る。彼は、地球から16.6光年離れた位置にあるへびつかい座70番星を観測した際、未知の伴星が、恒星の位置に影響を及ぼしている事を主張した。1855年、ウィリアム・ステフェン・ジェイコブは、この恒星に惑星が存在する可能性があると強く主張し、この惑星の為だけの正式な天文計算を行った。同様の計算はその半世紀後まで続き、最終的に20世紀初頭に否定されるまで行われた。この2世紀に渡って、近隣の恒星を巡る「見えない天体」を確認するために、何度もアストロメトリ法による観測が行われた。1996年、George Gatewoodの発表で、近隣にある恒星の1つであるラランド21185に存在する複数の惑星がアストロメトリ法で発見されたと報告された。これらの主張のどれも観測結果が曖昧で、はっきりとした確証が無かったため、他の天文学者による賛同は得られなかった。恒星の位置の変化はとても小さく、大気の揺らぎなどの影響で、最高性能の地上望遠鏡でも、正確な測定値を得る事は出来ない。1996年までに、この手法によって発見されたとされた太陽質量の0.1倍未満の天体はすべて存在しないとされている。2002年、ハッブル宇宙望遠鏡は、以前からその存在が知られていたグリーゼ876を公転している惑星をアストロメトリ法で観測する事に成功した。
2013年に打ち上げられた探査機ガイアは、アストロメトリ法を使用して数千個の惑星が発見する事が期待されているが、ガイア打ち上げ以前で、アストロメトリ法を使用して初めて発見された惑星は無かった。アメリカのSIM PlanetQuest（2010年中止）は、ガイアと同じような手法で太陽系外惑星の探索を行った。
アストロメトリ法の利点は、軌道長半径が大きい惑星が検出しやすい事にある。そのため、軌道長半径が短い惑星が検出されやすい、他の大部分の発見方法の補完として用いる事も出来る。しかし、軌道長半径が長いと公転周期も長くなるため、トランジット法と同様に長期間の観測が必要になる。また、連星の伴星をアストロメトリ法で観測する場合は、互いの恒星に生じる摂動によって、容易に観測出来るが、そこに存在する惑星を観測するには、他の発見方法による追加観測が必要となる。
2009年、アストロメトリ法によって、赤色矮星VB 10を公転している惑星候補が報告され、VB 10 bと名付けられた。観測から、VB 10 bは木星の約7倍の質量を持つとされ、確認されれば、アストロメトリ法によって確認された初めての太陽系外惑星となるが、近年のドップラー分光法による観測で、その存在に懐疑的な意見が出されている。
2010年には、6つの恒星に、伴星が存在する事が判明し、そのうちの1つHD 176051系には、惑星が存在する可能性が高いとされた。

## 他に検出可能とされている方法

### トランジットイメージング

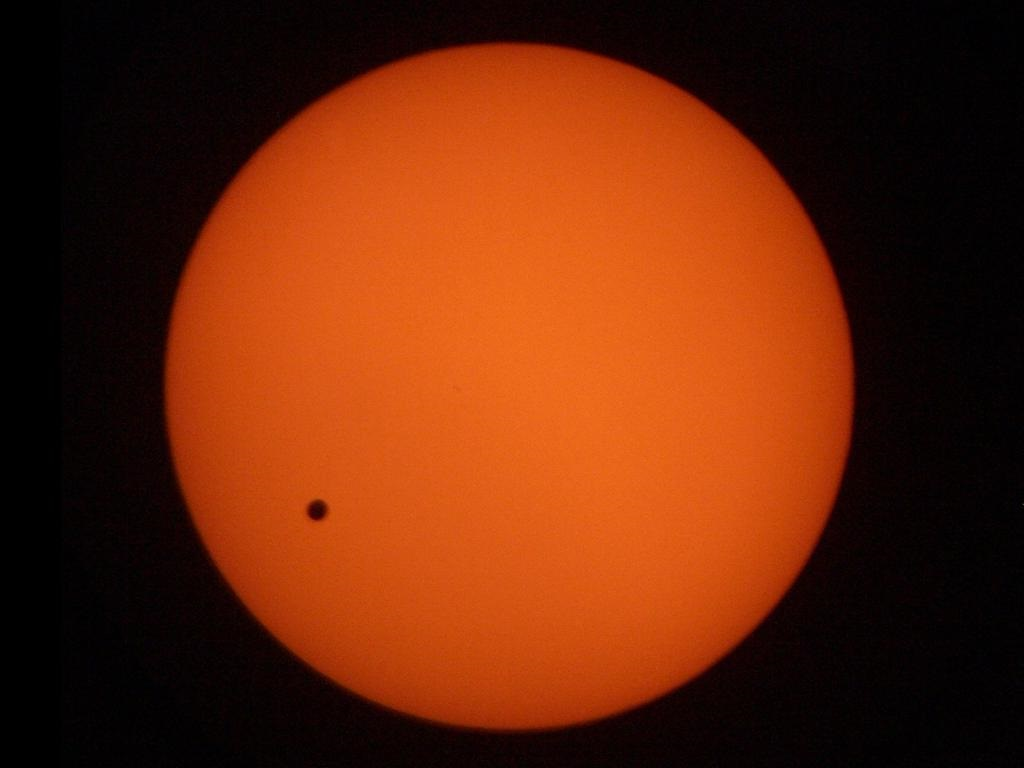
地球から観測した金星のトランジット。

光学/赤外線干渉計アレイでは、複数のアンテナを設置し、その間の距離の口径を持ったアンテナと同程度の解像度の画像を得る事ができる。恒星が明るい場合、この解像度と惑星の角半径そして年周視差から、恒星の手前を通過する惑星の影を直接観測できる可能性があると言及されている。
この方法では、恒星の揺れに依存するドップラー分光法よりも正確だとされており、測光を用いれば軌道傾斜角も正確に求められる可能性があるとされている。

### 磁気圏の電波放射
将来の電波望遠鏡による観測で、惑星の磁気圏からの電波放射を捉える事の可能性についても言われており、この方法では、他の方法では測定が困難な惑星の自転速度も算出することができる可能性があることが示されている。

### オーロラ放射
木星の衛星イオのような、プラズマの供給源を持つ巨大ガス惑星からのオーロラ放射をLOFARのような電波望遠鏡を用いれば検出することができる可能性が示されている。

## 系外小惑星と塵円盤の検出

### 別の星系の塵円盤

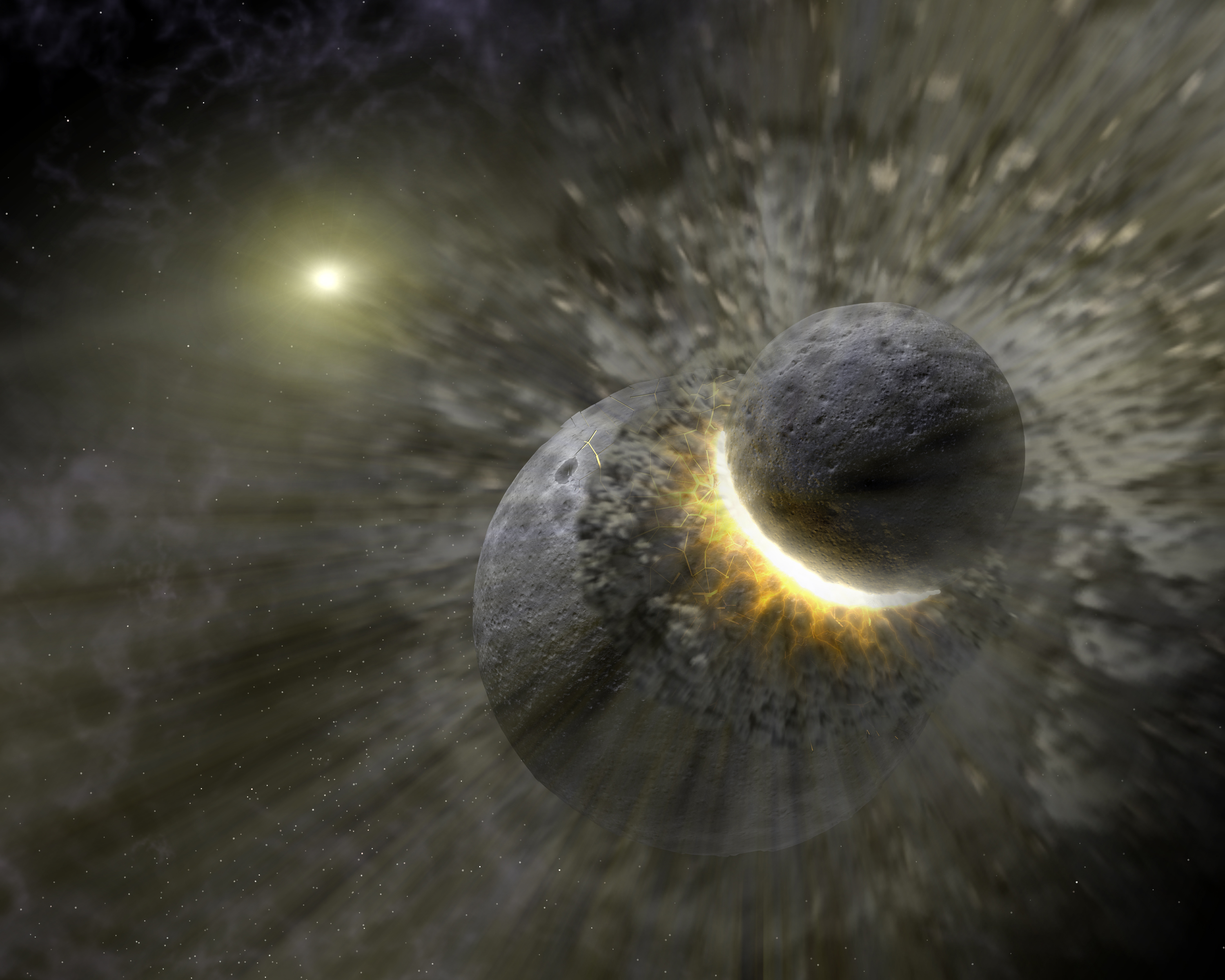
1等星であるベガの周辺に広がる塵円盤で、2つの冥王星サイズの天体が衝突する想像図

これまでの観測で、いくつもの恒星の周りには塵円盤（星周円盤）の存在が確認されている。塵円盤には恒星が発する光を吸収して赤外線を放出する性質（赤外超過）があるため、それを利用して塵円盤の検出が行われている。塵の粒子の総質量が地球質量よりも遥かに小さい場合であっても、赤外線で観測すれば塵円盤が有する総表面積は恒星を遥かに凌駕するものになる。
ハッブル宇宙望遠鏡に搭載されているNear Infrared Camera and Multi-Object Spectrometer（NICMOS）や、スピッツァー宇宙望遠鏡、ヨーロッパ宇宙機関のハーシェル宇宙望遠鏡などによって、塵円盤の様子が高精度に観測されている。現在では、太陽の近隣にある恒星のうち15%以上が塵円盤を持っていることが知られている。
塵は彗星や小惑星の衝突によって発生するとされているが、恒星からの放射圧はこの塵を比較的短い時間スケールで星間空間へと拡散させてしまう。そのため、塵円盤の検出は持続的な天体衝突による塵の補給を示しており、彗星や小惑星のような小天体が存在するという有力な間接的証拠となる。例えばくじら座τ星の周囲には、太陽系のエッジワース・カイパーベルトに似た塵円盤が確認されているが、総質量は少なくともエッジワース・カイパーベルトの10倍はあると推定されている。
さらに、塵円盤の存在は惑星の存在を示唆している場合もある。塵円盤の内部には塵がほとんど無い空洞がリング状に広がっている事があり、このような空洞はその空洞内を公転している惑星の重力によって塵が一掃されて生じたものである可能性がある。このような事例として、エリダヌス座ε星の塵円盤が挙げられる。エリダヌス座ε星にはすでにドップラー分光法で発見されているエリダヌス座ε星bに加え、約40 au離れた位置に別の惑星の存在が示唆されている。このような惑星と塵円盤の間の相互作用は「Collisional grooming（衝突グルーミング）」と呼ばれる技術によって数値的にモデル化する事が出来る。

### 恒星大気の汚染

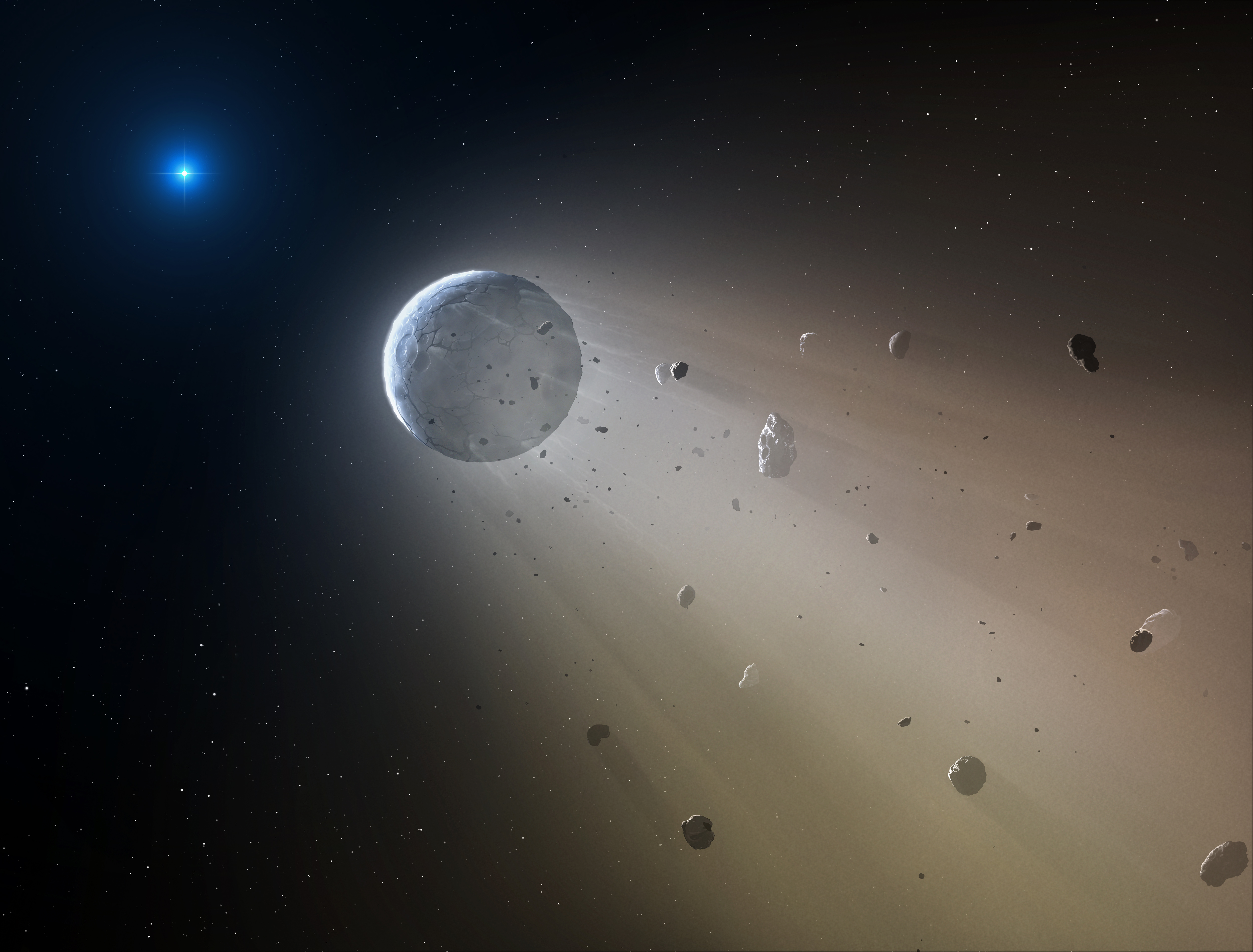
白色矮星を公転する惑星の想像図

白色矮星の大気をスペクトル分析すると、マグネシウムやカルシウムといった元素が検出される事がある。こうした元素は、白色矮星となるような低質量星の核融合反応では生成されないため、大きな惑星が白色矮星のロッシュ限界よりも接近した事によって粉砕され、落下し、白色矮星の大気を「汚染した」可能性がある。形成されたばかりの白色矮星の約50%が、こうした大気汚染の状態になっているという研究結果も報告されている。
大気汚染を引き起こす要因となる塵は、主系列星の塵円盤と同様に、充分な量が存在している場合、赤外線で検出する事も可能である。スピッツァー宇宙望遠鏡による観測で、全ての白色矮星のうち、1～3%は検出可能な塵円盤を持っている事が示唆された。
2015年、おとめ座の方向にある白色矮星WD 1145+017を公転する、半径が地球の約15%（冥王星の約80%）しかない小型の惑星がトランジット法によって発見された。この惑星の公転周期はわずか4.5時間で、光度曲線の形状からはさらに大きな天体が崩壊していることが示唆されており、白色矮星の大気汚染に大きく関与しているとされている。

## 宇宙望遠鏡による観測
2020年時点で発見されている大部分の太陽系外惑星は、雲や大気のもや、乱気流などの影響を受けずに効率良く観測出来る宇宙望遠鏡によって発見されている。トランジット法で観測を行ったCOROT（2007～2012年）は新たな太陽系外惑星を約30個発見し、同じくトランジット法で観測を行ったケプラーミッション（2009～2013年）とその延長ミッション「K2（2013～2018年）」では2,000を超える太陽系外惑星が発見された。ハッブル宇宙望遠鏡やMOSTもまた、いくつかの太陽系外惑星の発見、もしくはその存在を確認したことがある。赤外線で観測を行ったスピッツァー宇宙望遠鏡は、トランジットや主星と位相曲線による惑星の掩蔽を検出するのに使用された。
2013年12月に打ち上げられた観測衛星ガイアによるアストロメトリ法を用いた観測で、すでに存在が知られている1,000個近くの太陽系外惑星の真の質量が決定されることが期待されている。また、宇宙空間からトランジット法を用いて太陽系外惑星を観測するプロジェクトとして、2018年に打ち上げられたTESS、2019年に打ち上げられたCHEOPS、2026年に打ち上げられる予定のPLATOがある。

## 一次及び二次検出
| 検出方法         | 一次検出                                                                         | 二次検出 |
| ---------------- | -------------------------------------------------------------------------------- | --- |
| トランジット法   | トランジットまたは一次食。惑星が恒星の前を通過する。                             | 二次食。恒星が惑星の前を通過する。                                                                                          |
| ドップラー分光法 | 恒星の視線速度                                                                   | 惑星の視線速度、うしかい座τ星bで観測例がある。                                                                              |
| アストロメトリ法 | 恒星のアストロメトリ。恒星の位置は、大きい軌道と質量を持つ惑星ほど大きく揺れる。 | 惑星のアストロメトリ。色差天体測量。惑星の位置は、軌道が小さいほどより速く揺れる。天文衛星SPICAによる観測が予定されている。 |

## 検証と反証方法
- 多様性による検証[154]
- Transit color signature[155][訳語疑問点]
- ドップラー・トモグラフィー[156]
- 力学的安定性の検証[157]
- 惑星活動と恒星活動の区別[158]
- トランジット・オフセット[159]

## 特徴付ける方法
- 透過分光法
- 放射分光法[160]、相分離[161]
- スペックル・イメージング[162] / ラッキー・イメージング[163]
- Photoeccentric Effect[164][訳語疑問点]
- ロシター・マクローリン効果